# CCleaner
CCleaner (anteriormente Crap Cleaner) es una herramienta de software utilizada para limpiar archivos potencialmente no deseados y entradas inválidas del registro de Windows de un computador. Es una de las aplicaciones de limpieza más antiguas existentes, siendo lanzada originalmente en 2003.
Originalmente, la herramienta fue lanzada solamente para Windows;

sin embargo, en 2012, fue lanzada una versión de la herramienta para macOS.

## Funciones
CCleaner puede eliminar archivos no deseados dejados por programas como navegadores, programas de ofimática o el propio sistema operativo.
El programa incluye un limpiador del registro para localizar y corregir problemas en el registro de Windows, así como referencias perdidas a DLLs, entradas no usadas del registro para extensiones de archivos y referencias perdidas a rutas a programas.
Desde la versión 2.27, CCleaner puede limpiar el espacio libre de un disco. CCleaner puede actualizar los controladores de la computadora, actualizar programas automáticamente y borrar los rastreadores del navegador.
CCleaner puede desinstalar programas y modificar la lista de programas que se ejecutan al iniciar el sistema.
Desde la versión 2.19, CCleaner puede eliminar puntos de restauración del sistema.
CCleaner también cuenta con su propio navegador web llamado CCleaner Browser. CCleaner Browser viene incluido para instalar opcionalmente en el instalador de CCleaner, pero también se puede instalar desde su sitio web. CCleaner Browser bloquea la publicidad, evita el seguimiento, tiene seguridad integrada contra todos los tipos de malware, phishing, descargas malintencionadas y  además evita los elementos no deseados como las ventanas emergentes o la caché excesiva del navegador. El navegador solo está disponible para Microsoft Windows.

## Historia
CCleaner fue lanzado en 2003 para Windows.
Fue un programa exclusivo para Windows hasta 2012. En 2011, Piriform anunció el lanzamiento de una versión para Mac.
La versión de Mac fue lanzada oficialmente el 30 de enero de 2012.
Una edición empresarial también fue lanzada. Piriform anunció CCleaner para Android en 2014.

## Recepción
Editores de CNET dieron una calificación de 5/5 estrellas a la aplicación, llamándola una "herramienta obligatoria". Fue premiada con el Editor's Choice Award en abril de 2009 por CNET.
En 2016, Piriform anunció que CCleaner fue descargado 2 mil millones de veces a nivel global.
En enero de 2014, fue el software más popular en FileHippo por más de un año, y obtuvo una calificación de 5 estrellas en Softpedia.
Softmany la escogió como una aplicación destacada y le dio 5 estrellas por su "sobresaliente utilidad para liberar datos innecesarios del disco duro".
CCleaner ha sido reseñada por Chip.de

Tech Radar

PC Magazine

y Tech Republic.

### Recopilación de información
Tras su lanzamiento, el componente de monitoreo activo de la versión 5.45 incorporó un módulo de recolección de datos que recopilaba información sin el consentimiento de los usuarios. Piriform dijo que no recopilaba información de identificación personal y la información era anónima. Tras varias críticas, se permitió que la recopilación de información fuese administrada por los usuarios.

### Software empaquetado
En diciembre de 2018, se reportó que usuarios que habían instalado CCleaner también tenían instalado Avast Antivirus sin su consentimiento. Tras un reclamo de TechSpot hacia Avast (que adquirió Piriform en 2017)

de "actuar como el malware que pretende atacar", Pirform negó las acusaciones.
En julio de 2020, Microsoft Defender empezó a clasificar la versión gratuita de CCleaner como "software potencialmente no deseado", diciendo que "aunque las aplicaciones empaquetadas sean legitimas, el empaquetamiento de software, especialmente de productos de terceros, puede resultar en actividad no deseada que puede impactar negativamente la experiencia de usuario". CCleaner implementó una actualización pocos días después y la instalación de software de terceros es opcional al momento de instalar el programa, por lo que Microsoft Defender ya no detecta como software potencialmente no deseado a CCleaner Free.

## Infección de malware
Tras la compra de Piriform por parte de Avast en septiembre de 2017, Avast junto con Morphisec descubrieron que la versión 5.53 de CCleaner (antes de la compra de Piriform por parte de Avast) fue involucrada en la incorporación de un troyano al programa, conocido como Floxif, como resultado de una falla de seguridad, el troyano podía instalar un backdoor. El malware afectó a aproximadamente 2,27 millones

de equipos infectados.
Cuarenta de las máquinas afectadas ejecutaron una fase más avanzada del payload del troyano, que aparentemente tenía como objetivo a las empresas tecnológicas Samsung, Sony, Asus, Intel, VMWare, O2, Singtel, Gauselmann, Dyn, Chunghwa y Fujitsu.
El 13 de septiembre de 2018, Piriform lanzó la actualización 5.34 de CCleaner y la actualización para CCleaner Cloud, 1.07.3191, las cuales no poseían el código malicioso.
El 21 de octubre de 2019, Avast reveló un segundo fallo de seguridad en el que los hackers trataron de inyectar código malicioso para futuras actualizaciones de CCleaner. El intento fracasó.